# Locate Varesino
Locate Varesino – miejscowość i gmina we Włoszech, w regionie Lombardia, w prowincji Como.
Według danych na rok 2004 gminę zamieszkuje 3958 osób, 791,6 os./km².